# Sten Mellgren
Sten Mellgren, né le 28 août 1900 à Oskarshamn et mort le 3 septembre 1989 à Stockholm, est un footballeur international suédois. Il évoluait au poste de défenseur.

## Biographie

### En club
Sten Mellgren est joueur de l'AIK Fotboll de 1924 à 1926,.

### En équipe nationale
International suédois, Sten Mellgren dispute deux matchs sans aucun but inscrit en équipe nationale suédoise en 1923 et en 1924,.
Son premier match en sélection a lieu le 28 octobre 1923 contre la Hongrie en amical (défaite 1-2 à Budapest).
Il dispute son dernier match en sélection lors des Jeux olympiques de 1924 : il est titulaire lors du premier match de la petite finale qui se solde sur un match nul 1-1 contre les Pays-Bas. La Suède est alors médaillée de bronze après une victoire lors du match d'appui que Mellgren ne joue pas.

## Palmarès

### En sélection
Suède
- Jeux olympiques :
  -  Bronze : 1924.